# Hobart R. Gay
Hobart Raymond Gay (Rockport, 16 de maio de 1894 – El Paso, 19 de agosto de 1983) foi um oficial militar do Exército dos Estados Unidos que lutou na Segunda Guerra Mundial e na Guerra da Coreia.
Gay começou sua carreira militar como oficial de cavalaria em 1917. No período entreguerras ele conseguiu alcançar a patente de coronel. Ele inicialmente serviu como chefe do estado maior do 1º Corpo Blindado na Segunda Guerra Mundial, depois sendo promovido em 1944 a general de brigada e chefe do estado maior do Sétimo Exército. No ano seguinte Gay foi colocado como chefe do estado maior do Terceiro Exército sob o general George S. Patton, posição que manteve até o fim da guerra.
Gay foi transferido para o Décimo Quinto Exército junto com Patton, estando presente junto com seu superior em 9 de dezembro de 1945 quando sofreram um acidente automobilístico que adias depois acabou custando a vida de Patton. Gay assumiu a 1ª Divisão Blindada em seguida, permanecendo na Europa até 1947. Ele comandou a 1ª Divisão de Cavalaria na Guerra da Coreia e foi o vice-comandante do Quarto Exército. Ele voltou para os Estados Unidos após a guerra e comandou o VI Corpo em 1952 e o Quinto Exército em 1954. Gay se aposentou no ano seguinte com a patente de tenente-general.